# Katete, Zambia
Katete  este un oraș  în  provincia de Est, Zambia.